# نائب رئيس زنجبار
نائب رئيس زنجبار (السواحيلية: Makamu wa Rais wa Zanzibar) هو منصب سياسي في زنجبار. تم إنشاء نائب الرئيس بموجب تعديلات عام 2010 التي أدخلت على دستور زنجبار. من المفترض أن يأتي النائب الأول للرئيس من حزب سياسي آخر غير حزب رئيس زنجبار. وفقا للدستور، من المفترض أن يكون النائب الثاني للرئيس عضوا في مجلس النواب في زنجبار، ويجب أن يأتي من نفس الحزب السياسي الذي ينتمي إليه الرئيس.

## نواب رئيس زنجبار

### النائب الأول للرئيس
| No. | صورة | صاحب المكتب      | تولى منصبه             | ترك المكتب             | ملحوظات       |
| --- | ---- | ---------------- | ---------------------- | ---------------------- | ------------- |
| 1   |      | سيف شريف حمد     | نوفمبر 2010            | مارس 2016[بحاجة لمصدر] |               |
| -   |      | شاغر             | مارس 2016[بحاجة لمصدر] | ديسمبر 2020            |               |
| (1) |      | سيف شريف حمد     | ديسمبر 2020            | 17 فبراير 2021         | توفي في منصبه |
| 2   |      | عثمان مسعود شريف | 2 مارس 2021            | الآن                   |               |

### النائب الثاني للرئيس
| No. | صورة | صاحب المكتب          | تولى منصبه  | ترك المكتب  | ملحوظات     |
| --- | ---- | -------------------- | ----------- | ----------- | ----------- |
| 1   |      | سيف علي إدي          | نوفمبر 2010 | نوفمبر 2020 |             |
| 2   |      | حميد سليمان عبد الله | نوفمبر 2020 | الآن        | [ 1 ] [ 5 ] |